# مواتالي الثاني
مواتالي الثاني (أورشي تيشب أو مواتالليس أو مواتالليش)(1295 - 1272 ق م)، هو أحد ملوك الدولة الحديثة الحيثية أو فيما عرف بـالإمبراطورية الحيثية والابن الأكبر الباقي للملك مورشيلي الثاني وقد اشتهر الملك مواتالي في التاريخ الحيثيي بسبب صراعه ضد الفرعون رمسيس الثاني والذي اختتم بمعركة قادش الشهيرة في العام 1274 ق.م.
وقد امتدت الإمبراطورية الحيثية في عهده من أرمينيا وحدود دولة آشور شرقا حتي كليكيا غربا، ومن شمال أواسط آسيا الصغرى شمالا حتى الحدود الجنوبية لأواسط بلاد الشام جنوبا.
وفي عهده بدأ الصراع مع رمسيس الثاني لتحديد مصير بلاد الشام وغرب آسيا بصفة عامة، وقد وصل هذا الصراع إلى ذروته في معركة قادش الثانية التي تقع في أواسط سوريا على نهر العاصي جنوب مدينة حمص الحالية.
وقد تسلم اورشي-تيشوب السلطة بعد وفاة ابيه، وذلك أثناء فترة التوتر السائد في العلاقات بين الحيثيين والمصريين، وقد حاول أن يبعد عمه خاتوسيليس عن منصبه كحاكم لمقاطعة حاتوسا بآسيا الصغرى ولكن خاتوسيليس أزاح ابن أخيه عن العرش الحيثي بعد سبع سنوات من الصراع المرير، فحاول أورشي تيشب الهرب إلى الملك الكاسي كادشمان تورجو.